# Sesamia
Sesamia är ett släkte av fjärilar. Sesamia ingår i familjen nattflyn.

## Bildgalleri

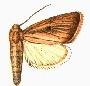
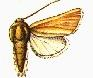
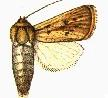
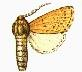
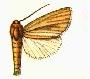
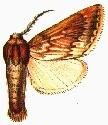

## Dottertaxa tillSesamia, i alfabetisk ordning[1]
- Sesamia albiciliata
- Sesamia albicolor
- Sesamia albicostata
- Sesamia albivena
- Sesamia arfaki
- Sesamia atlantica
- Sesamia bombiformis
- Sesamia botanephaga
- Sesamia calamistis
- Sesamia cannela
- Sesamia celebensis
- Sesamia coniata
- Sesamia cretica
- Sesamia creticoides
- Sesamia cyrnaea
- Sesamia epunctifera
- Sesamia excelsa
- Sesamia fraterna
- Sesamia fuscifrontia
- Sesamia geyri
- Sesamia gracilis
- Sesamia griselda
- Sesamia grisescens
- Sesamia hemisparacta
- Sesamia hesperica
- Sesamia hirayamae
- Sesamia incerta
- Sesamia inferens
- Sesamia innocens
- Sesamia jansei
- Sesamia kosempoana
- Sesamia madagascariensis
- Sesamia mediastriga
- Sesamia melianoides
- Sesamia mesosticha
- Sesamia mocoensis
- Sesamia monodi
- Sesamia nigritarsis
- Sesamia nonagrioides
- Sesamia oriaula
- Sesamia pecki
- Sesamia penniseti
- Sesamia plagiographa
- Sesamia poebora
- Sesamia poephaga
- Sesamia proscripta
- Sesamia royi
- Sesamia rubritincta
- Sesamia rufescens
- Sesamia rungsi
- Sesamia sabulosa
- Sesamia sacchari
- Sesamia sciagrapha
- Sesamia simplaria
- Sesamia sokutsuana
- Sesamia steniptera
- Sesamia stictica
- Sesamia striata
- Sesamia sudanensis
- Sesamia sylvata
- Sesamia taenioleuca
- Sesamia tosta
- Sesamia tranquilaris
- Sesamia uniformis
- Sesamia viettei
- Sesamia wiltshirei
- Sesamia vuterioides